# Китрюм (деревня)
Китрюм — деревня в Куединском районе Пермского края. Входит в состав Шагиртского сельского поселения.

## Географическое положение
Расположена на реке Китрюм, примерно в 26 км к северо-западу от села Старый Шагирт и в 45 км к северо-западу от Куеды.

## Население
| 2010 |
| ---- |
| 156  |

## Топографические карты
- Лист карты P-40-123.